# Haima
Haima (em árabe: هيماء; romaniz.: Haymā‎) é uma cidade e capital da província Central e do vilaiete de Haima, no Omã. De acordo com o censo de 2010, tinha 3 063 habitantes. Compreende uma área de 90,7 quilômetros quadrados.